# Siebenbrunner Hofwasserleitung

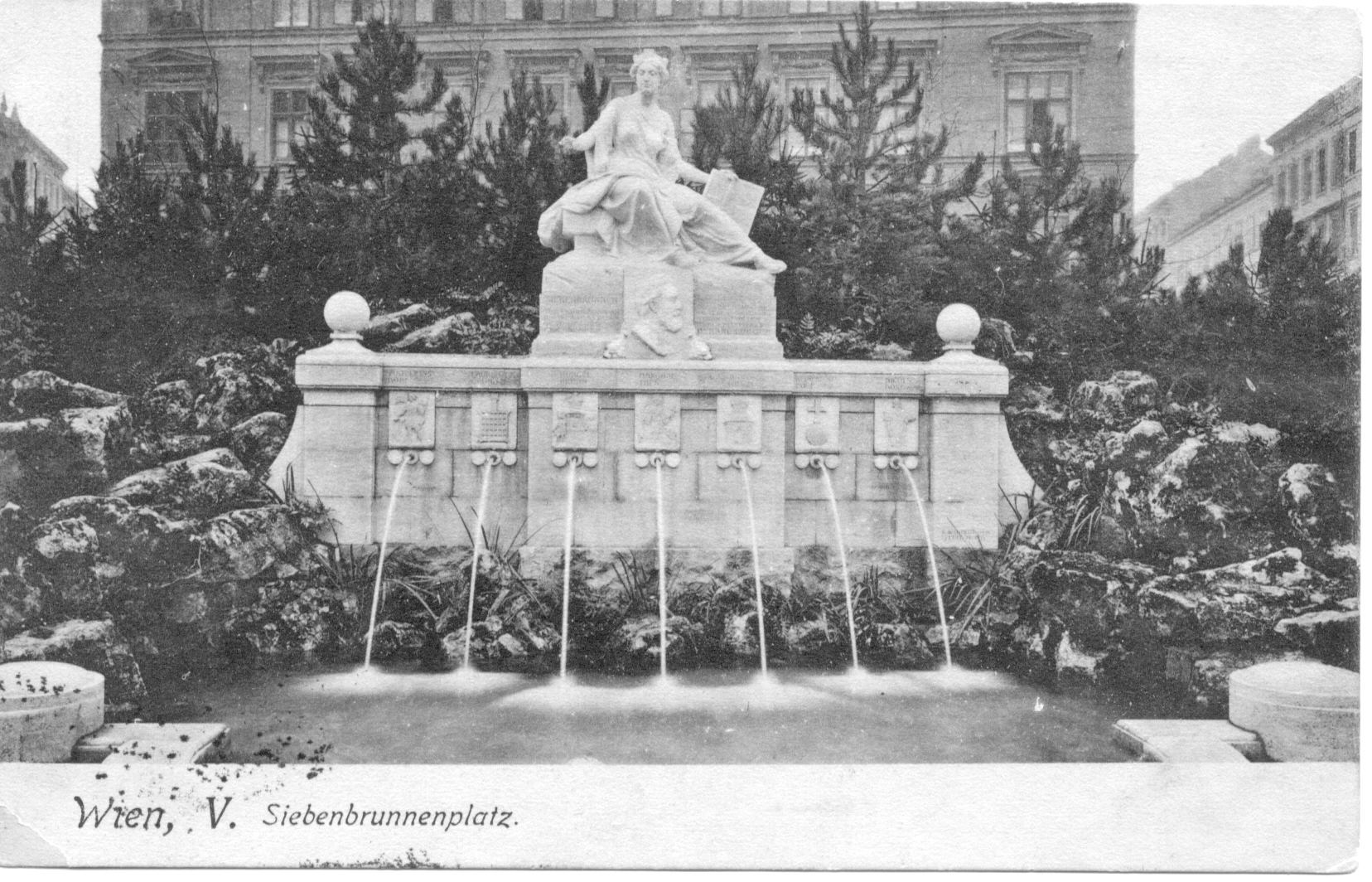
Siebenbrunnen auf dem Siebenbrunnenplatz

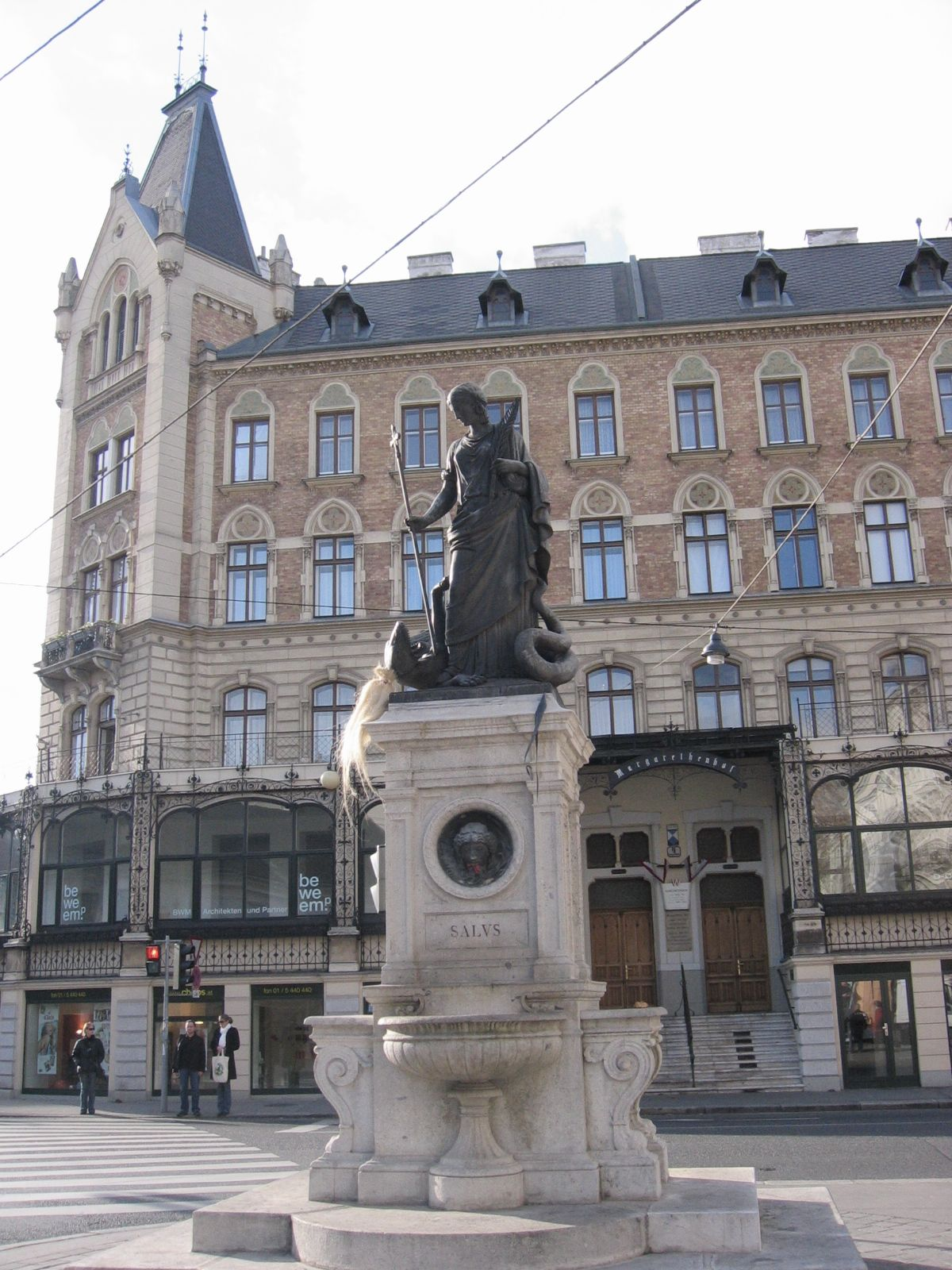
Margaretenbrunnen auf dem Margaretenplatz

Die Siebenbrunner Hofwasserleitung ist eine historische Wasserleitung der Wiener Wasserversorgung. Von Quellen im heutigen 5. Wiener Gemeindebezirk Margareten aus versorgte sie vor allem die Hofburg und Gebäude des Adels und der Kirche mit Trinkwasser. Obwohl die Siebenbrunner Hofwasserleitung nach der Hernalser Wasserleitung in Auftrag gegeben worden war, erfolgte ihre Fertigstellung vor dieser.

## Geschichte
Die Siebenbrunner Hofwasserleitung wurde um 1552/1553 auf Anordnung des römisch-deutsche Königs und späteren  Kaisers Ferdinand I. angelegt. Ihr Ausgangsort waren insgesamt sieben Quellen in Matzleinsdorf, Laurenzergrund, Hungelbrunn, Margareten, Hundsturm, Reinprechtsdorf und Nikolsdorf. In zwei Hauptquellstuben („Große Brunnstube“ und „Einsiedler Brunnstube“, erbaut um 1552 und 1716 neu errichtet) wurde dieses Wasser gesammelt. Versorgt wurden von dieser Wasserleitung neben der Hofburg verschiedene Klöster, Palais, Verwaltungsgebäude, Kasernen und später auch die so genannte Favorita, das heutige Theresianum.
Das von diesen Quellen abfließende Wasser bildete ursprünglich einen dem Wienfluss zufließenden Bach, welcher die sogenannte Hundsmühle antrieb. Nach der Fassung der Quellen und der Ableitung des Wassers versiegte der Bach zunächst.
In den 20er Jahren des 18. Jahrhunderts stieg die Ergiebigkeit der Quellen allerdings wieder an, so dass sich neuerlich ein Bach bildete, der immer wieder auf Wiesen und Äckern sowie in der Reinprechtsdorfer Straße und der Siebenbrunnengasse Schäden verursachte.
Anstelle der ursprünglich verwendeten und damals üblichen Holzrohre wurden ab 1808 gusseiserne Rohre eingesetzt. Die Austauscharbeiten, die geringere Wasserverluste zur Folge hatten, dauerten bis 1826. In Verwendung stand diese Wasserleitung bis zur Inbetriebnahme der I. Wiener Hochquellenwasserleitung in Wien.
Die Hausbrunnen von Margareten lieferten nur qualitativ mangelhaftes Wasser mit schwefeligem Geschmack und so wandten sich die Bewohner 1825 an die Hofkanzlei mit der Bitte, von der Siebenbrunnenwiese her eine eigene Wasserleitung legen zu dürfen. Dies wurde jedoch abgelehnt. Vier Jahre später wandten sie sich in einer Audienz an Kaiser Franz I., der am 28. Februar 1829 der Gemeinde Margareten die kostenlose Wasserentnahme mittels einer halbzölligen Rohrleitung in ein Wasserbassin auf dem damaligen Schlossplatz von Margareten gestattete.
Die Verwirklichung verzögerte sich jedoch. Durch den Bau des Cholerakanals 1832 entlang des rechten Wienflussufers trockneten unterdessen zahlreiche Brunnen aus. Erst eine Verordnung vom 3. September 1835 gestattete endlich die Errichtung der Leitung, die den Margaretenbrunnen mit Trinkwasser versorgte.
An die Siebenbrunner Hofwasserleitung erinnern heute der Siebenbrunnen am Siebenbrunnenplatz sowie die Siebenbrunnengasse, die Siebenbrunnenfeldgasse und auch der Margaretenbrunnen.